# Estación Avenida Maipú
Avenida Maipú es una estación ferroviaria ubicada en el barrio de Olivos, en el partido de Vicente López, Provincia de Buenos Aires, Argentina.

## Servicios
Es la estación inicial del servicio urbano del Tren de la Costa que se presta entre ésta y Delta.

## Ubicación
Se ubica en la Avenida Maipú al 2300, cercana a la Quinta Presidencial de Olivos.
Desde esta estación se combina con la Estación Bartolomé Mitre del Ferrocarril General Bartolomé Mitre proveniente de Retiro, mediante un puente.

## Historia
En 1887 el presidente de la Nación el Dr. Miguel Juárez Celman, le otorgó a Emilio Nouguier la concesión de un ramal ferroviario a construir entre la estación Belgrano R (Ferrocarril de Buenos Aires a Rosario) y el pueblo de Las Conchas (Tigre). La nueva empresa se denominó “Compañía Nacional de Ferrocarriles Pobladores”. Sin embargo, hacia fines de 1889 se detuvieron los trabajos de construcción ante las dificultades que tenía la empresa para obtener créditos y el ramal termina pasando a manos del Ferrocarril de Buenos Aires a Rosario. La primera sección, conformada por las estaciones Coghlan, Luis María Saavedra, Florida y Bartolomé Mitre, se inaugura el 1 de febrero de 1891. Ese mismo año (1891) el servicio fue extendido a San Isidro y dos años después alcanzaba San Fernando. El tendido de rieles concluyó en 1896, cuando fue librada al servicio público la estación Tigre R (Delta).
El 29 de octubre de 1961, durante la presidencia de Arturo Frondizi y con todos los ferrocarriles ya bajo la administración de la empresa estatal Ferrocarriles Argentinos, se decidió la clausura del tramo Borges-Delta por considerar que se trataba de un ramal "antieconómico" al pasar a escasa distancia de la línea Retiro-Tigre, tradicionalmente mucho más utilizada. A partir de entonces, el denominado "Tren del Bajo" permaneció abandonado durante más de treinta años, funcionando la estación Bartolomé Mitre como punta de riel del servicio.
En 1989, durante el gobierno de Carlos Menem, en el marco del proceso denominado Reforma del Estado, la empresa Ferrocarriles Argentinos llamó a una licitación pública nacional e internacional para la rehabilitación del servicio ferroviario turístico en el sector comprendido entre las estaciones "Mitre II" (hoy Maipú) y Delta, incluyendo la operación del servicio, la ejecución de un proyecto arquitectónico y urbanístico destinado a recuperar los predios e inmuebles incluidos dentro del mencionado ramal, además de la explotación comercial de los mismos. Dicha licitación fue ganada por Tren de la Costa S.A., empresa subsidiaria de la Sociedad Comercial del Plata.
El nuevo servicio ferroviario se inauguró al público el 25 de abril de 1995, incluyendo once estaciones y tres centros comerciales (Maipú, Libertador y San Isidro). Los trabajos incluyeron la puesta en valor de la mayoría de las siete estaciones existentes y la construcción de cuatro estaciones nuevas (Maipú, Libertador, Marina Nueva y Delta).